# عيسى صباغ
عيسى خليل صباغ (21 ديسمبر 1917 – 15 يناير 2000) إعلامي فلسطيني مسيحي، من مدينة طولكرم الفلسطينية التي نشأ فيها، وهو من أوائل المذيعين في إذاعة بي بي سي العربية، وأحد أبرز المذيعين العرب في كل من إذاعة بي بي سي العربية وصوت أمريكا، ويُعرف بـ «أمير الميكروفون العربي».

## نشأته وتحصيله العلمي
ولد عيسى خليل صبّاغ بتاريخ 21 ديسمبر 1917 لعائلة الصبّاغ المسيحية المعروفة في مدينة طولكرم؛ فوالده خليل صباغ كان سياسيًا معروفًا وممثلًا لطولكرم في المؤتمر العربي الفلسطيني الرابع عام 1921، كما كان لعيسى أقارب له من عائلة الصباغ في صفد.
والده خليل صباغ كان أيضًا محاميًا معروفًا بطولكرم، كما كان رئيسًا للجمعية المسيحية في مدينة طولكرم، وأحد قادة طولكرم المحليين في زمن الانتداب البريطاني، وقد لعب والده خليل دورًا بارزًا في مقارعة الانتداب البريطاني في فلسطين؛ إذ أقام المظاهرات والاحتجاجات والفعاليات ضد الانتداب البريطاني ووعد بلفور والهجرة اليهودية إلى فلسطين، كما قاد والده خليل هجومًا على مستعمرة الخضيرة اليهودية القريبة من طولكرم أوائل عام 1923.
نشأ عيسى صباغ في مدينة طولكرم الفلسطينية، وتلقى فيها تعليمه، فدرس في المدرسة الفاضلية بالمدينة، ثم توجه عام 1937 إلى إنجلترا ليواصل فيها تعليمه الجامعي حيث تخرج هناك من جامعة إكستر في تخصص «الجغرافيا والتاريخ».

## حياته العملية
عمل عيسى صباغ برفقة حسن الكرمي في هيئة الإذاعة البريطانية وذلك خلال الحرب العالمية الثانية، ثم طلبت منه وزارة الخارجية الأمريكية عام 1948 بالعمل على تأسيس الخدمة العربية لصوت أمريكا.
حصل عيسى صباغ في الخمسينيات على الجنسية الأمريكية، ثم التحق بوكالة الإعلام الأمريكية (USIS)، ثم بوزارة الخارجية الأمريكية، حيث كان مستشارًا إعلاميًا ومترجمًا في البيت الأبيض للرؤساء الأمريكيين ليندون جونسون وريتشارد نيكسون وجيرالد فورد وجيمي كارتر.
رافق عيسى صباغ كثيرًا وزير الخارجية الأمريكية هنري كيسنجر أثناء رحلاته إلى الشرق الأوسط، وترجم بينه وبين الزعماء العرب، كما ساعد في بعثات السلام بالشرق الأوسط إلى كل من الملك السعودي فيصل بن عبد العزيز آل سعود والرئيس السوري حافظ الأسد ثم الملك السعودي خالد بن عبد العزيز آل سعود والملك السعودي فهد بن عبد العزيز آل سعود.
افتتح عيسى صباغ بعد ذلك وأدار أول مكاتب للشؤون العامة بالسفارة الأمريكية في كل من المملكة العربية السعودية والكويت، ثم تولى منصب كبير مستشاري السفير الأمريكي في المملكة العربية السعودية.

## مؤلفاته
لعيسى صباغ مؤلفاتٌ عدة، وهي:
- كتاب «كما قالت العرب (As the Arabs Say)»، الجزء الأول، باللغة الإنجليزية، عام 1983.[13]

- كتاب «كما قالت العرب (As the Arabs Say)»، الجزء الثاني، باللغة الإنجليزية، عام 1987.[13]

- كتاب «من بين أوراقي: 50 عامًا من الإعلام والدبلوماسية»، باللغة العربية، وقد صدر في لندن، عام 1991.[15]

## أوسمة
جرى تقليد عيسى صباغ بأوسمة رفيعة، وهي:
- وسام الملك عبد العزيز آل سعود، من ملك المملكة العربية السعودية.[13]

- الوسام الأمريكي للخدمة الفائقة [الإنجليزية]، من وزير الخارجية الأمريكي، عام 1979.[2]

## وفاته
توفي عيسى صباغ بتاريخ 15 يناير 2000 في مدينة جدة بالمملكة العربية السعودية، عن عمرٍ ناهز 82 عامًا وشهرٍ واحد، إثر تعرضه لنوبة قلبية خلال زيارته لابنه سمير من زوجته الثانية والذي يعمل طيارًا في الخطوط الجوية السعودية.
ونعى الأمير السعودي سلمان بن عبد العزيز آل سعود عيسى صباغ خلال برقية مواساة أرسلها لعائلة الراحل عيسى بتاريخ 27 يناير 2000.

## قالوا عنه
- قال عنه المؤرخ الفلسطيني ناصر الدين النشاشيبي عام 1991: «كان عيسى، ابن طولكرم وابن صفد معًا، حريصًا على أن يجعل نبرات صوته الممزوجة بأحاسيس الشوق للوطن، تنوب عنه في الإعراب عما كان يجيش في صدره من حب وتشجيع على الصمود».[13]

- قال عنه وزير الخارجية الأمريكية هنري كيسنجر: «لا بد من قول كلمة حق عن إنسان قام بترجمة اجتماعاتي في دمشق والرياض، يؤكد العرب بالثناء على دقة نقله، وعلى ترجمته بصياغة عالية الجودة وعبارة أدبية رفيعة، وهو الفلسطيني الأصل، صاحب الشعر الرمادي الجميل، ولقد كان قلبه مع وطنه (فلسطين) دون أن يؤثر ذلك على تفانيه لعمله».[13]

- قال عنه الملك الأردني عبد الله الأول بن الحسين عام 1949: «إذا جاء عيسى إلى عمّان أريده أن يبقى معنا ويصبح وزيرًا للإعلام».[13]

## وصلات خارجية
- تقرير باللغة الإنجليزية عن عيسى الصباغ، بتاريخ 5 سبتمبر 1983.
- عيسى صباغ على موقع المكتبة المفتوحة (الإنجليزية)